# Pak Tai To Yan
Le Pak Tai To Yan (en chinois traditionnel : 北大刀屻), est un sommet de Hong Kong, d'une altitude de 480 mètres, situé dans la région des Nouveaux Territoires au nord du parc rural de Lam Tsuen. Il est à cheval sur les districts de Yuen Long, de Tai Po et du Nord. La crête du Pak Tai To Yan, qui prend la forme de la lame d'un couteau, est bordée par des falaises sur ses deux côtés. Le sommet est proche du Tai To Yan et les deux montagnes ont le même nom du fait de leur description semblable.